# Tiszabecsi Nagy Gáspár
Tiszabecsi Nagy Gáspár, Tiszabetsi P. Gáspár (?, 1625 vagy 1626 – ?, 1679. április 1.) református lelkész, az Erdélyi református egyházkerület püspöke 1673-tól haláláig.

## Élete
Tanult Gyulafehérvárott, ahonnan külföldre menve, 1650. július 30-án a franekeri, azután az oxfordi egyetemnek lépett a hallgatói közé. Ez utóbbin 1653-ban magisterséget szerzett, majd visszatért Németalföldre, s 1654. április 30-án a leideni egyetemre iratkozott be. Hazajővén, 1657-re Rettegen lett pap, ahonnan 1665-ben Székre választották meg. s itt már ugyanattól az évtől esperesi tisztét is vitte a széki egyházmegyének. Generalis notariussá, 1673. november 22-én pedig a püspökké tette az erdélyi egyházkerület. Több ízben respondeált külföldön léte alatt, de legfeljebb a „De plenitudine temporis contra Judaeos” (Franeker. 1650. vagy kevéssel utána) tartott értekezés az övé, a többieknél bizonyos, hogy nem egyszersmind szerző is („De justificatione per fidem in Christum” 1651, „De S. Scriptura, Deo, ejus perfectionibus et Christo” 1654).